# Nunneörtssläktet
Nunneörtsläktet (Corydalis) är ett släkte som ingår i familjen vallmoväxter. Släktet har cirka 400 arter i Nordamerika och Eurasien. En art förekommer i östra Afrika.
Till släktet hörande arter är tidigare vårväxter. De har en underjordisk stam (knölstam eller rotstock). Blommorna är oftast violetta. Till Sveriges flora hör fem arter, bland vilka smånunneört (C. intermedia) är ganska allmän i lunder (mest i östra Sverige). Sibirisk nunneört (C. nobilis) med gula blommor, odlas ofta i trädgårdar och är vid flera ställen förvildad.

## Arter
Dottertaxa till Nunneörter, i alfabetisk ordning:

- Corydalis aconitiflora
- Corydalis acropteryx
- Corydalis acuminata
- Corydalis adianthifolia
- Corydalis adoxifolia
- Corydalis adunca
- Corydalis aeaeae
- Corydalis aeditua
- Corydalis afghanica
- Corydalis aitchisonii
- Corydalis alaschanica
- Corydalis alata
- Corydalis albipetala
- Corydalis alexeenkoana
- Corydalis alpestris
- Corydalis amarnathiana
- Corydalis ambigua
- Corydalis ampelos
- Corydalis amphipogon
- Corydalis amplisepala
- Corydalis anaginova
- Corydalis ananke
- Corydalis anethifolia
- Corydalis angusta
- Corydalis angustiflora
- Corydalis angustifolia
- Corydalis anthocrene
- Corydalis anthriscifolia
- Corydalis appendiculata
- Corydalis aquilegioides
- Corydalis atuntsuensis
- Corydalis aurantiaca
- Småblommig nunneört - Corydalis aurea
- Corydalis auricilla
- Corydalis auriculata
- Corydalis baekunnensis
- Corydalis balansae
- Corydalis balsamiflora
- Corydalis barbisepala
- Corydalis benecincta
- Corydalis bibracteolata
- Corydalis bijiangensis
- Corydalis bimaculata
- Corydalis birmanica
- Corydalis blanda
- Corydalis borii
- Corydalis bosbutooensis
- Corydalis brachyceras
- kanariegul nunneört - Corydalis bracteata
- Corydalis brevipedicellata
- Corydalis brevipedunculata
- Corydalis brevirostrata
- Corydalis brunneovaginata
- Corydalis bucharica
- Corydalis budensis
- Corydalis bulbifera
- Corydalis bulbilligera
- Corydalis bulleyana
- Corydalis bungeana
- Corydalis buschii
- Corydalis calcicola
- Corydalis calliantha
- Corydalis calycina
- Corydalis calycosa
- Corydalis campulicarpa
- Corydalis capillipes
- Corydalis capitata
- Corydalis capnoides
- Corydalis caput-medusae
- Corydalis carinata
- Corydalis caseana
- Corydalis cashmeriana
- Corydalis casimiriana
- Corydalis cataractarum
- Corydalis caucasica
- Corydalis caudata
- hålnunneört - Corydalis cava
- Corydalis cavei
- Corydalis chaerophylla
- Corydalis chamdoensis
- Corydalis changbaishanensis
- Corydalis changuensis
- Corydalis cheilanthifolia
- Corydalis cheilosticta
- Corydalis cheirifolia
- Corydalis chihuahuana
- Corydalis chingii
- Corydalis chionophila
- Corydalis chrysosphaera
- Corydalis clarkei
- Corydalis clavibracteata
- Corydalis conorrhiza
- Corydalis conspersa
- Corydalis cornupetala
- Corydalis cornuta
- Corydalis corymbosa
- Corydalis crassifolia
- Corydalis crassipedicellata
- Corydalis crassissima
- Corydalis crispa
- Corydalis crista-galli
- Corydalis cristata
- Corydalis crithmifolia
- Corydalis cryptogama
- Corydalis crystallina
- Corydalis curviflora
- Corydalis curvisiliqua
- Corydalis cytisiflora
- Corydalis dajingensis
- Corydalis darwasica
- Corydalis dasyptera
- Corydalis dautica
- Corydalis davidii
- Corydalis decumbens
- Corydalis degensis
- Corydalis delavayi
- Corydalis delicatula
- Corydalis delphinioides
- Corydalis densispica
- Corydalis devendrae
- Corydalis diffusa
- Corydalis diphylla
- Corydalis dobrogensis
- Corydalis dolichocentra
- Corydalis dongchuanensis
- Corydalis dorjii
- Corydalis drakeana
- Corydalis drepanantha
- Corydalis dubia
- Corydalis duclouxii
- Corydalis dulongjiangensis
- Corydalis duthiei
- Corydalis ecristata
- Corydalis edulis
- Corydalis elata
- Corydalis elegans
- Corydalis ellipticarpa
- Corydalis emanuelii
- Corydalis enantiophylla
- Corydalis erdelii
- Corydalis esquirolii
- Corydalis eugeniae
- Corydalis falconeri
- Corydalis fangshanensis
- Corydalis fargesii
- Corydalis farreri
- Corydalis feddeana
- Corydalis fedtschenkoana
- Corydalis filicina
- Corydalis filiformis
- Corydalis filisecta
- Corydalis fimbrillifera
- Corydalis flabellata
- Corydalis flaccida
- Corydalis flavula
- Corydalis flexuosa
- Corydalis foetida
- Corydalis foliaceobracteata
- Corydalis franchetiana
- Corydalis fukuharae
- Corydalis fumariifolia
- Corydalis gamosepala
- Corydalis gaoxinfeniae
- Corydalis geraniifolia
- Corydalis gigantea
- Corydalis giraldii
- Corydalis glaucescens
- Corydalis glaucissima
- Corydalis glycyphyllus
- Corydalis gorinensis
- Corydalis gorodkovii
- Corydalis gortschakovii
- Corydalis gotlandica
- Corydalis gouldii
- Corydalis govaniana
- Corydalis gracillima
- Corydalis grandicalyx
- Corydalis grandiflora
- Corydalis griffithii
- Corydalis gymnopoda
- Corydalis gypsophila
- Corydalis gyrophylla
- Corydalis hamata
- Corydalis harry-smithii
- Corydalis haussknechtii
- Corydalis hebephylla
- Corydalis helodes
- Corydalis hemidicentra
- Corydalis hemsleyana
- Corydalis hendersonii
- Corydalis henrikii
- Corydalis hepaticifolia
- Corydalis heracleifolia
- Corydalis heterocarpa
- Corydalis heterocentra
- Corydalis heterodonta
- Corydalis heteropetala
- Corydalis heterophylla
- Corydalis heterothylax
- Corydalis hindukushensis
- Corydalis hirtipes
- Corydalis homopetala
- Corydalis hongbashanensis
- Corydalis hookeri
- Corydalis hsiaowutaishanensis
- Corydalis humicola
- Corydalis humilis
- Corydalis humosa
- Corydalis hybrida
- Corydalis hyrcana
- Corydalis imbricata
- Corydalis impatiens
- Corydalis incisa
- Corydalis inconspicua
- Corydalis inopinata
- Corydalis integra
- Smånunneört - Corydalis intermedia
- Corydalis iochanensis
- Corydalis ischnosiphon
- Corydalis jigmei
- Corydalis jingyuanensis
- Corydalis jiulongensis
- Corydalis juncea
- Corydalis kailiensis
- Corydalis kashgarica
- Corydalis kedarensis
- Corydalis khasiana
- Corydalis kiautschouensis
- Corydalis kingdonis
- Corydalis kingii
- Corydalis kirschlegeri
- Corydalis kiukiangensis
- Corydalis kokiana
- Corydalis kovakensis
- Corydalis krasnovii
- Corydalis kuruchuensis
- Corydalis kushiroensis
- Corydalis kusnetzovii
- Corydalis laelia
- Corydalis lagochila
- Corydalis lasiocarpa
- Corydalis lathyroides
- Corydalis lathyrophylla
- Corydalis latiflora
- Corydalis latiloba
- Corydalis laucheana
- Corydalis laxiflora
- Corydalis ledebouriana
- Corydalis leptantha
- Corydalis leptocarpa
- Corydalis leptophylla
- Corydalis leucanthema
- Corydalis lhasaensis
- Corydalis lhorongensis
- Corydalis liana
- Corydalis lidenii
- Corydalis linarioides
- Corydalis lineariloba
- Corydalis linearis
- Corydalis linjiangensis
- linstownunneört - Corydalis linstowiana
- Corydalis livida
- Corydalis longibracteata
- Corydalis longicalcarata
- Corydalis longicornu
- Corydalis longipes
- Corydalis longistyla
- Corydalis longkiensis
- Corydalis lophophora
- Corydalis lopinensis
- Corydalis lowndesii
- Corydalis ludlowii
- Corydalis lupinoides
- Corydalis luquanensis
- Corydalis lydica
- Corydalis macrocalyx
- Corydalis macrocentra
- Corydalis maculata
- Corydalis madida
- Corydalis magni
- Corydalis mairei
- Corydalis malkensis
- Corydalis maracandica
- Corydalis mayae
- Corydalis mediterranea
- Corydalis megacalyx
- Corydalis megalosperma
- Corydalis meifolia
- Corydalis melanochlora
- Corydalis meyori
- Corydalis micrantha
- Corydalis microflora
- Corydalis microphylla
- Corydalis microsperma
- Corydalis milarepa
- Corydalis minutiflora
- Corydalis mira
- Corydalis misandra
- Corydalis moorcroftiana
- Corydalis moupinensis
- Corydalis mucronata
- Corydalis mucronifera
- Corydalis mucronipetala
- Corydalis muliensis
- Corydalis murgabica
- Corydalis myriophylla
- Corydalis namdoensis
- Corydalis nana
- Corydalis nanwutaishanensis
- Corydalis nematopoda
- Corydalis nemoralis
- Corydalis nevskii
- Corydalis nigroapiculata
- Sibirisk nunneört - Corydalis nobilis
- Corydalis nubicola
- Corydalis nudicaulis
- Corydalis ochotensis
- Corydalis ohii
- Corydalis oligantha
- Corydalis oligosperma
- Corydalis omeiana
- Corydalis onobrychis
- elfenbensnunneört - Corydalis ophiocarpa
- Corydalis oppositifolia
- Corydalis oreocoma
- Corydalis ornata
- Corydalis orthopoda
- Corydalis oxalidifolia
- Corydalis oxypetala
- Corydalis pachycentra
- Corydalis pachypoda
- Corydalis paczoskii
- Corydalis paeoniifolia
- Corydalis pakistanica
- Corydalis pallida
- Corydalis panda
- Corydalis paniculigera
- Corydalis papillosa
- Corydalis parviflora
- Corydalis paschei
- Corydalis pauciflora
- Corydalis peltata
- Corydalis persica
- Corydalis petrodoxa
- Corydalis petrophila
- Corydalis philippi
- Corydalis pingwuensis
- Corydalis pinnata
- Corydalis pinnatibracteata
- Corydalis podlechii
- Corydalis polygalina
- Corydalis polyphylla
- Corydalis popovii
- Corydalis porphyrantha
- Corydalis portenieri
- Corydalis potanini
- Corydalis praecipitorum
- Corydalis prattii
- Corydalis procera
- Corydalis pseudoadoxa
- Corydalis pseudoadunca
- Corydalis pseudoalpestris
- Corydalis pseudobalfouriana
- Corydalis pseudobarbisepala
- Corydalis pseudocristata
- Corydalis pseudodensispica
- Corydalis pseudodrakeana
- Corydalis pseudofargesii
- Corydalis pseudofilisecta
- Corydalis pseudofluminicola
- Corydalis pseudoimpatiens
- Corydalis pseudoincisa
- Corydalis pseudojuncea
- Corydalis pseudolongipes
- Corydalis pseudomairei
- Corydalis pseudomicrantha
- Corydalis pseudomicrophylla
- Corydalis pseudomucronata
- Corydalis pseudorupestris
- Corydalis pseudosibirica
- Corydalis pseudostricta
- Corydalis pseudotongolensis
- Corydalis pseudoweigoldii
- Corydalis pterygopetala
- Corydalis pubicaulis
- Corydalis pulchella
- Sloknunneört - Corydalis pumila
- Corydalis pycnopus
- Corydalis pygmaea
- Corydalis qinghaiensis
- Corydalis quantmeyeriana
- Corydalis quinquefoliolata
- Corydalis racemosa
- Corydalis raddeana
- Corydalis radicans
- Corydalis rarissima
- Corydalis regia
- Corydalis repens
- Corydalis retingensis
- Corydalis rheinbabeniana
- Corydalis rorida
- Corydalis rostellata
- Corydalis rubrisepala
- Corydalis ruksansii
- Corydalis rupestris
- Corydalis rupifraga
- Corydalis rutifolia
- Corydalis saccata
- Corydalis sajanensis
- Corydalis saltatoria
- Corydalis samuelssonii
- Corydalis sarcolepis
- Corydalis saxicola
- Corydalis scaberula
- Corydalis schanginii
- Corydalis schelesnowiana
- Corydalis schistostigma
- Corydalis schusteriana
- Corydalis schweriniana
- Corydalis scouleri
- Corydalis seisumsiana
- Corydalis semenowii
- Corydalis sempervirens
- Corydalis sewerzowii
- Corydalis shakyae
- Corydalis sheareri
- Corydalis shennongensis
- Corydalis shensiana
- Corydalis sherriffii
- Corydalis shimienensis
- Corydalis sibirica
- Corydalis sigmantha
- Corydalis sigmoides
- Corydalis sikkimensis
- Corydalis simplex
- Corydalis smithiana
- Corydalis sochivkoi
- Stor nunneört - Corydalis solida
- Corydalis sophronitis
- Corydalis spathulata
- Corydalis speciosa
- Corydalis spicata
- Corydalis squamigera
- Corydalis staintonii
- Corydalis stenantha
- Corydalis stewartii
- Corydalis stipulata
- Corydalis stolonifera
- Corydalis stracheyi
- Corydalis straminea
- Corydalis straminoides
- Corydalis striatocarpa
- Corydalis stricta
- Corydalis subjenisseensis
- Corydalis subverticillata
- Corydalis susannae
- Corydalis suzhiyunii
- Corydalis taliensis
- Corydalis tangutica
- Corydalis tarkiensis
- Corydalis tauricola
- Corydalis teberdensis
- Corydalis temolana
- Corydalis temulifolia
- Corydalis tenerrima
- Corydalis tenuipes
- Corydalis ternata
- Corydalis ternatifolia
- Corydalis terracina
- Corydalis thyrsiflora
- Corydalis tianshanica
- Corydalis tianzhuensis
- Corydalis tibetica
- Corydalis tibetoalpina
- Corydalis tibetooppositifolia
- Corydalis tomentella
- Corydalis tongolensis
- Corydalis trachycarpa
- Corydalis transalaica
- Corydalis trifoliata
- Corydalis trilobipetala
- Corydalis trisecta
- Corydalis triternata
- Corydalis triternatifolia
- Corydalis tsangensis
- Corydalis tsayulensis
- Corydalis turtschaninovii
- Corydalis udokanica
- Corydalis uncinata
- Corydalis uncinatella
- Corydalis uniflora
- Corydalis uranoscopa
- Corydalis ussuriensis
- Corydalis uvaria
- Corydalis vaginans
- Corydalis watanabei
- Corydalis weigoldii
- Corydalis wendelboi
- Corydalis verna
- Corydalis verticillaris
- Corydalis wilfordii
- Corydalis wilsonii
- Corydalis violacea
- Corydalis virginea
- Corydalis vittae
- Corydalis vivipara
- Corydalis wuzhengyiana
- Corydalis vyschinii
- Corydalis yanhusuo
- Corydalis yaoi
- Corydalis yargongensis
- Corydalis yui
- Corydalis yunnanensis
- Corydalis zadoiensis
- Corydalis zahlbruckneri
- Corydalis zeravschanica
- Corydalis zetterlundii
- Corydalis zhongdianensis

## Bildgalleri

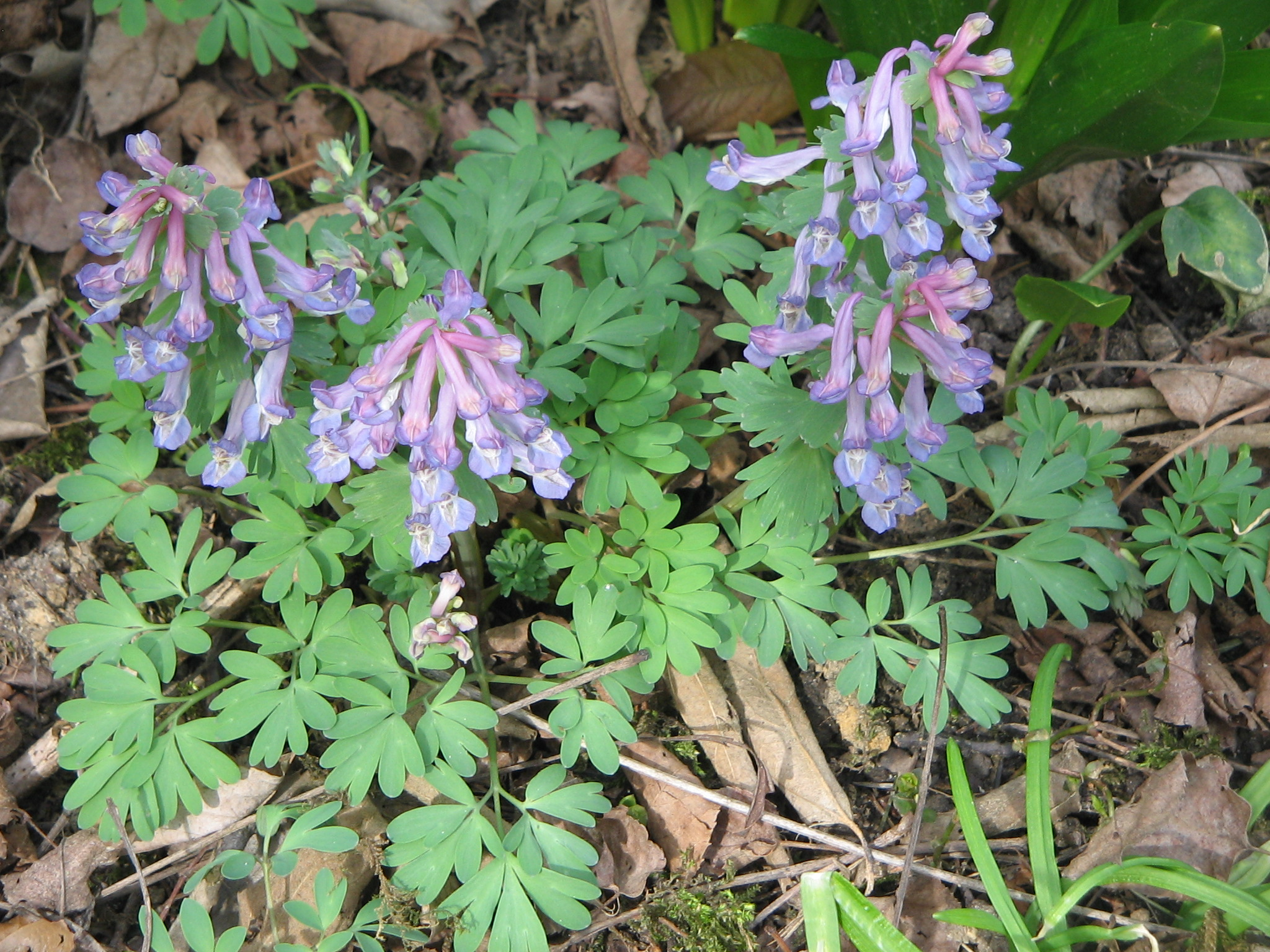
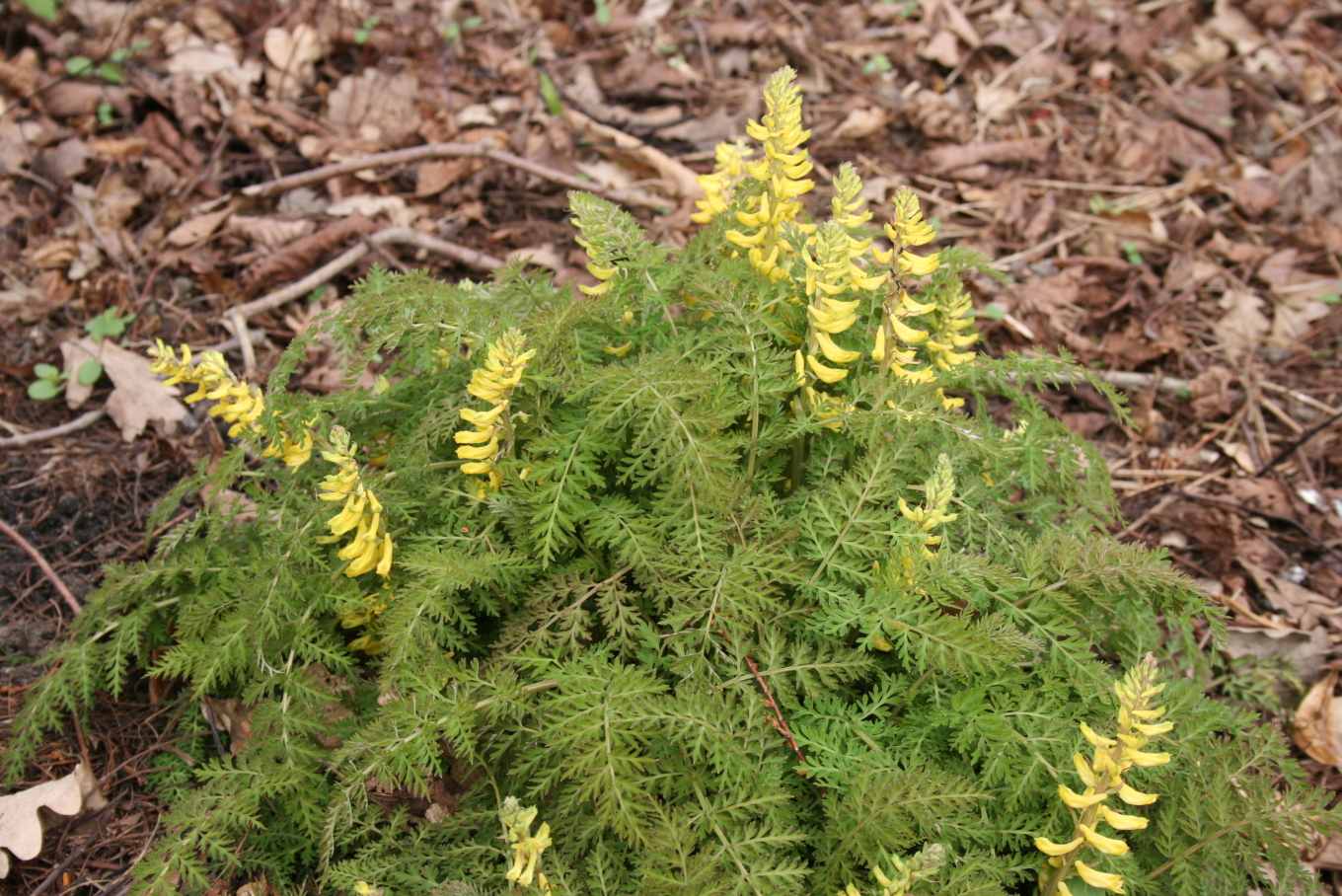
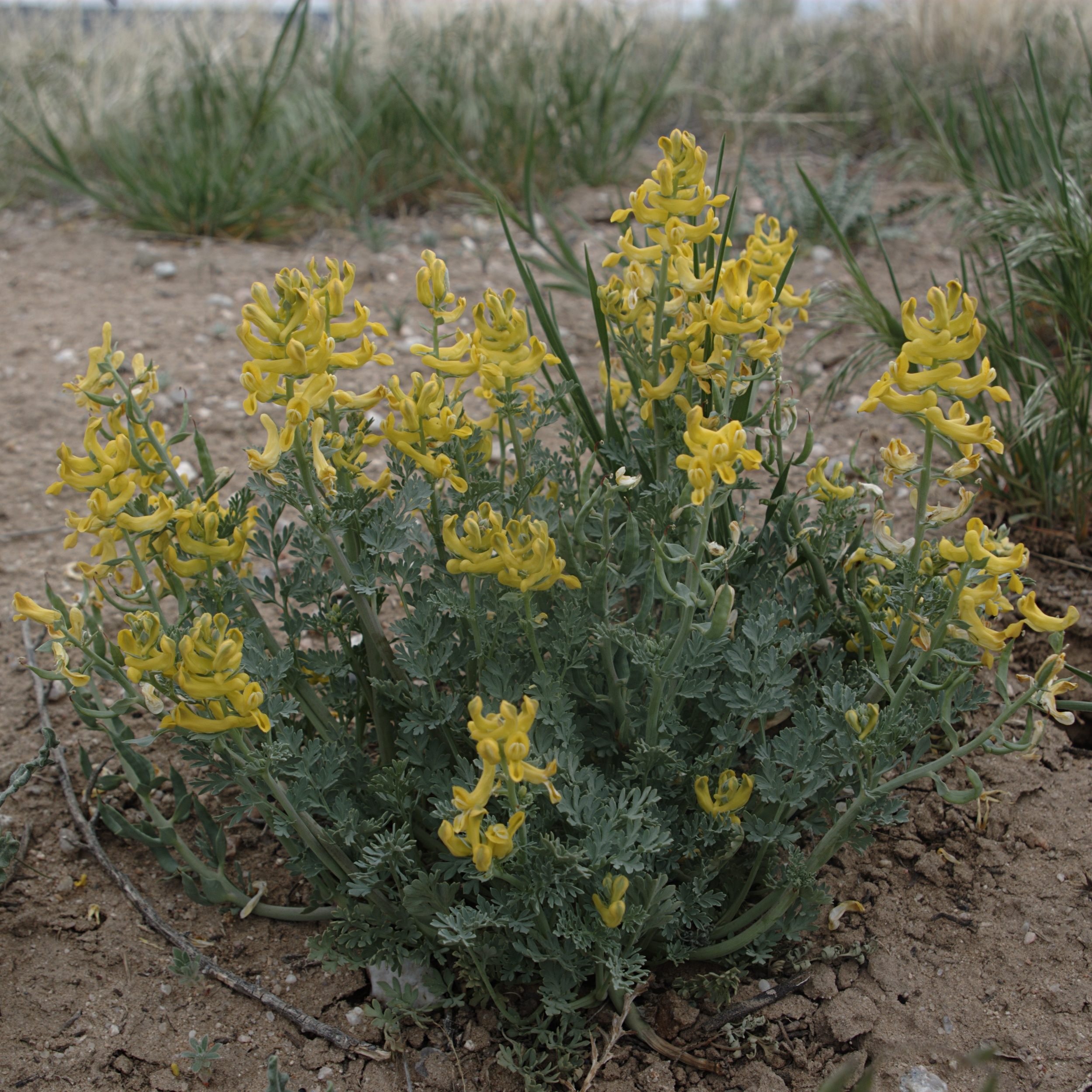
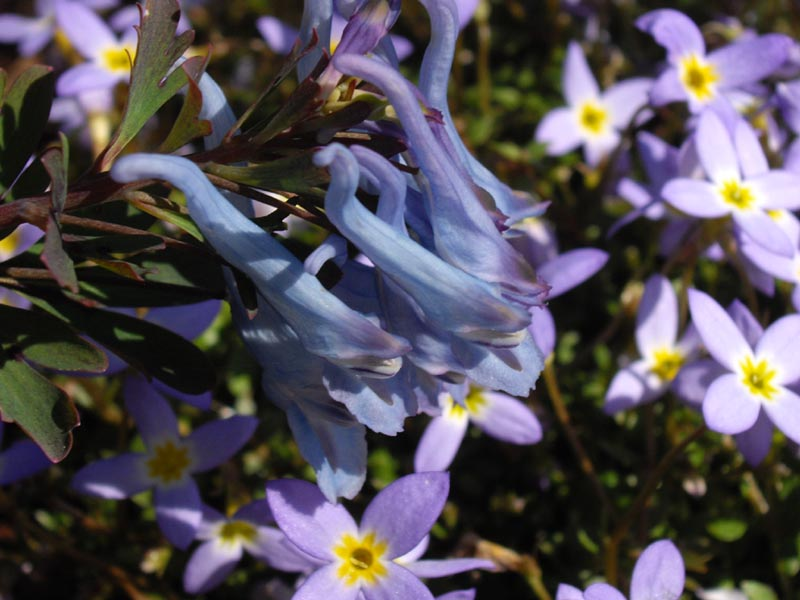